# Hieracium densiflorum
Hieracium densiflorum là một loài thực vật có hoa trong họ Cúc. Loài này được Tausch mô tả khoa học đầu tiên.